# MLKK
A MLKK Bankos és Norba 2005-ben kiadott első közös stúdióalbuma. A Kriminal Music jelentette meg.

## Az album dalai
1. Mindig itt
2. Kriminal szett
3. Sehol se jobb [halott link]
4. Mi kell
5. Visszavágó
6. Becsületkódex
7. Klub
8. Álmodik a nyomor
9. MLKK
10. Mint senki (Bankos szóló)
11. Gyere velem (Norba szóló)
12. Nincs mit
13. Aki bújt, aki nem

Bónuszdal: Kerekasztal (km: Ponza, Azur, NKS, Faktor, Zsola, Balek, Orizatriznyák)

## Külső hivatkozások
- Bankos